# Cattenières
 Cattenières  es una población y comuna francesa, en la región de Norte-Paso de Calais, departamento de Norte, en el distrito de Cambrai y cantón de Carnières.

## Demografía
| 841 | 816 | 716 | 722 | 717 | 674 |
| Para los censos de 1962 a 1999 la población legal corresponde a la población sin duplicidades (Fuente: INSEE [Consultar]) |     |     |     |     |     |

## Monumentos y  lugares turísticos
- El Monumento a los Muertos firmado por el escultor Eugène Benet y la fundición Durenne.